# Regelgeving voor gentechnologie

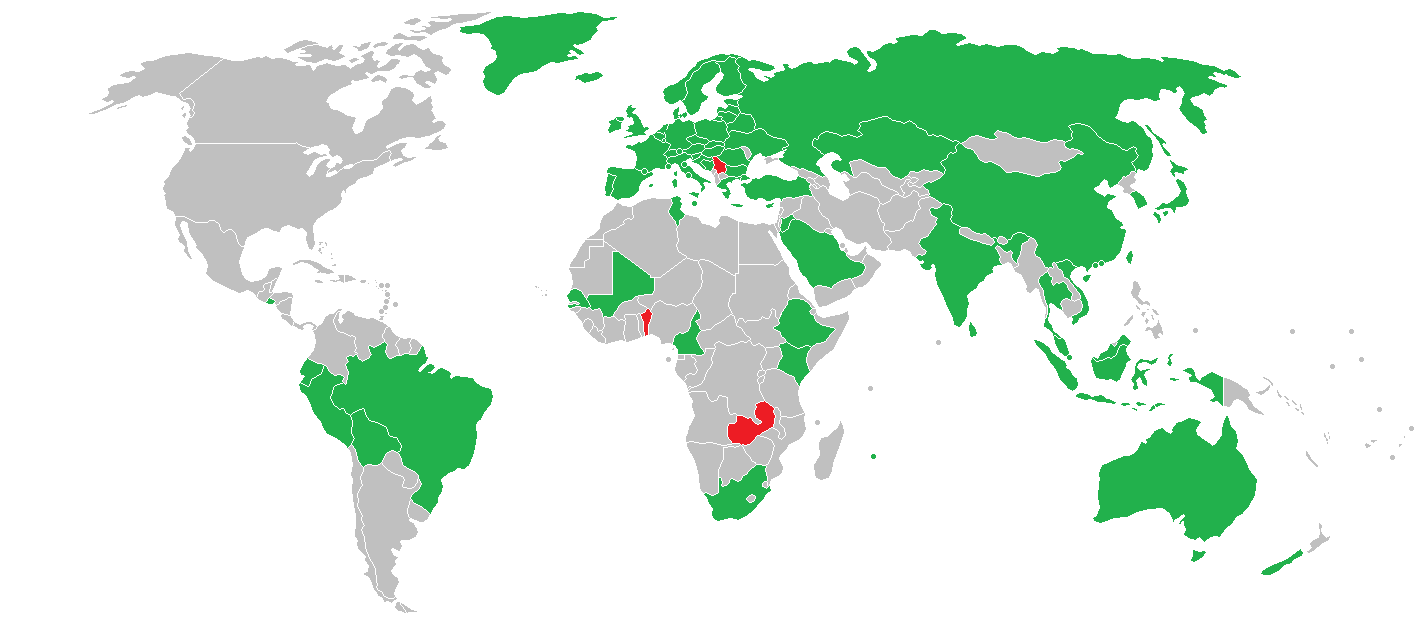
Groen: Verplichte etikettering. Rood: Verbod op de invoer en teelt van GGO's. 64 landen per 10 mei 2015. Bron: Center for Food Safety.

De regelgeving voor de toepassing van gentechnologie op plantaardige voedingsmiddelen voor mens en dier, verschilt sterk per land. In de Europese Unie is de regelgeving vrij strikt, terwijl veel landen zoals Brazilië en China GGO-teelt per geval toestaan. De Verenigde Staten, Canada, Libanon en Egypte gebruiken het OESO-concept “wezenlijke gelijkwaardigheid” als uitgangspunt bij het beoordelen van de voedselveiligheid. Andere landen zoals Rusland, Noorwegen of Israël staan de invoer van GGO-levensmiddelen toe mits vergunning, maar verbieden de teelt ervan. Nog andere, zoals Japan en Zuid-Korea, hebben beperkingen voor de teelt, ook al werden er in het land nog geen GGO-gewassen geproduceerd. De meeste landen die de teelt van GGO's verbieden, stonden in 2014 wel GGO-onderzoek toe. De teelt van GGO-gewassen komt voor het overgrote deel voor rekening van slechts enkele gewassen in hooguit een vijftal landen.

## Regelgeving in de EU, VS en China
Het maatschappelijk kader voor de regelgeving contrasteert sterk tussen de Europese Unie en de VS, met China ergens halverwege.
|                                         | Europese Unie                                                                                              | China                                                           | Verenigde Staten                                      |
| --------------------------------------- | --- | --------------------------------------------------------------- | ----------------------------------------------------- |
| GGO’s beschouwd als speciale categorie? | Ja | Ja                                                              | Nee                                                   |
| Goedkeuringsproces                      | Eerst wetenschappelijk onderzoek, dan politieke goedkeuring (lidstaten kunnen afwijken van EU-goedkeuring) | Eerst wetenschappelijk onderzoek, dan politieke goedkeuring     | Wetenschappelijke goedkeuring                         |
| Verplichte etikettering                 | Ja | Ja                                                              | Selectief, sinds 2022                                 |
| Invoer                                  | Niet voor menselijke consumptie maar toegestaan voor diervoeder                                            | Niet voor menselijke consumptie maar toegestaan voor diervoeder | Toegestaan                                            |
| Investering                             | Privé (meest multinationals)                                                                               | Voornamelijk overheid                                           | Privé (overheidssubsidies voor onderzoek)             |
| Commercialisering                       | Geen sinds 2000                                                                                            | Geen grote gewassen sinds 1997                                  | Lopend naarmate nieuwe variëteiten worden goedgekeurd |
| GMO-tegenstand                          | Effectief geweest in het beïnvloeden van beleidsmakers                                                     | Enigszins effectief (sedert 2014)                               | Niet effectief in het beïnvloeden van beleidsmakers   |

## Etikettering

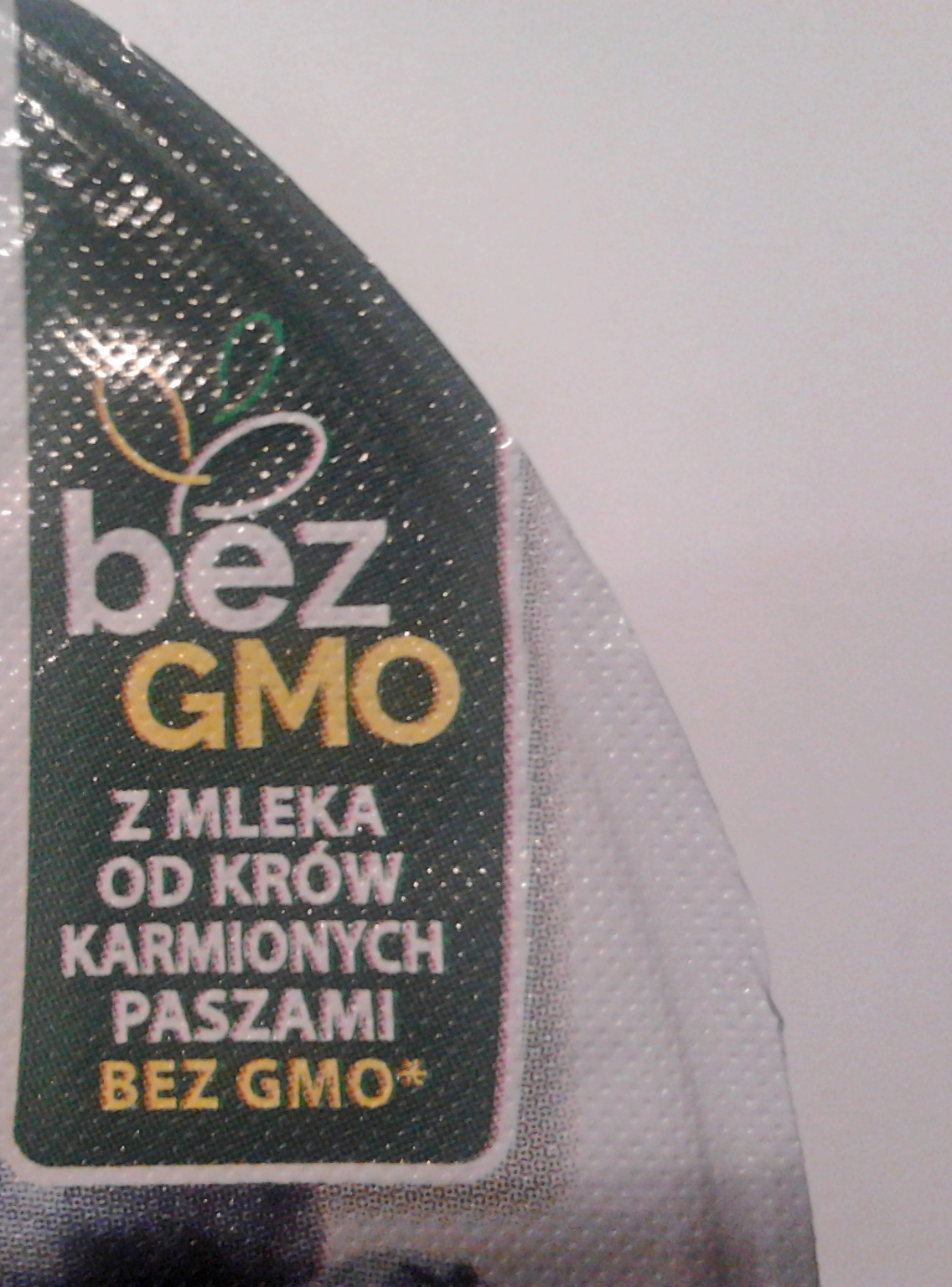
Voedingsetiket in het Pools: "Gemaakt van melk van koeien die gevoed zijn met GGO-vrij voer".

Een van de belangrijkste kwesties voor regelgevers is de vraag of GGO-producten geëtiketteerd moeten worden. Die etikettering was in 2016 verplicht in 65 landen. Het verplichte etiket vermeldt dan het percentage GGO-ingrediënten in een product, of de manier waarop het zaad is ontwikkeld. Die vermelding komt dan in de ingrediëntenlijst op een verpakking, tenzij de regels een meer opvallende plaats voorschrijven. In de VS is de GGO-vermelding sedert 2022 verplicht, maar de term "genetisch gemodificeerd” is er vervangen door "bio-engineered". De drempelwaarde waarop etikettering verplicht wordt, kan variëren van land tot land, maar ligt meestal op 0,9-1% (EU: 0,9%). 
Als de etikettering niet verplicht is, vermelden sommige producenten toch vrijwillig het GGO-gehalte. Volgens een onderzoek uit 2009 in Zuid-Afrika bleek echter dat 31% van de als “GGO-vrij” geëtiketteerde producten toch een GGO-gehalte van meer dan 1,0% had.

## Geschiedenis
Het regelgevende kader voor genetische manipulatie ontstond in 1975 in de Verenigde Staten, met de conferentie van Asilomar, waar richtlijnen werden aanbevolen voor het voorzichtige gebruik van recombinant-DNA-technologie. Het Amerikaanse National Institute of Health stelde een adviescommissie in, waarna andere regelgevende instanties zoals USDA, EPA en FDA het rDNA-onderzoek in de VS aan strenge regels onderwierpen. In 1982 stelde de OESO de potentiële gevaren van GGO's aan de orde. Concepten voor veiligheidsbeoordeling voor voedingsmiddelen die zijn afgeleid van GGO's werden ontwikkeld, in een samenwerking van de OESO, de WHO en de FAO. Het “Protocol van Cartagena inzake bioveiligheid” en de richtlijnen van de Codex Alimentarius waren bedoeld om het verkeer van GGO's te reguleren en de openbare veiligheid en internationale handel te vrijwaren. Vanaf 1990 voerde de EU regelgeving voor GGO-organismen in.

## Europese Unie

Logo van de Europese Autoriteit voor voedselveiligheid.

Tot de jaren 90 was de regelgeving in Europa minder streng dan in de Verenigde Staten. In 1990 keurde de Europese Raad voor het eerst een richtlijn goed die de introductie van GGO's in het milieu regelde. Het beslissingsproces was echter dermate ingewikkeld dat het de facto de lidstaten waren die het laatste woord hadden over het invoeren of produceren van genetisch gemodificeerd zaad, gewassen en voedsel. Een keerpunt kwam er in 1996, bij de export van de eerste GM-bevattende soja-oogst van de Verenigde Staten naar Europa. De genetisch gemanipuleerde soja maakte toen ongeveer 2% uit van de totale oogst en Eurocommerce en Europese detailhandelaren in voedingsmiddelen eisten dat deze soja gescheiden werd. In 1998 werd het gebruik van MON810, een genetisch gemodificeerde maïssoort van Monsanto die resistentie biedt tegen de Europese maïsboorder, nog goedgekeurd voor commerciële teelt in Europa. Maar nadien schakelde de Eurozone met Richtlijn 2001/18/EC vanuit het voorzorgsprincipe over op een ‘zero-risk’-beleid, met een volledig moratorium op genetisch gemodificeerde gewassen tot gevolg. Hier kwam in 2003 verandering in met de goedkeuring van de Europese richtlijn 1829/2003 betreffende de handel en etikettering van GGO-ingrediënten gebruikt in levensmiddelen en dierenvoeding. Deze richtlijn is van toepassing op elk voedingsmiddel dat ofwel meer dan 0,9% aan GGO's bevat (art. 12, 2) of waarvan de aanwezigheid van GGO-ingrediënten niet kan worden opgespoord. Soortgelijke vereisten worden opgelegd aan GGO’s gebruikt in de productie van dierenvoer. Ook werden er bepalingen opgenomen die de teelt van GGO’s regelen. Momenteel is er enkel teelt mogelijk voor experimentele, en niet voor commerciële doeleinden. Dit moet vermijden dat er kruisbestuivingen tussen klassieke en genetisch gemodificeerde gewassen plaatsvinden. Elk land kan verder individueel beslissen welke beperkingen het hieraan oplegt. In 2015 hadden Oostenrijk, Bulgarije, Griekenland, Duitsland, Hongarije, Italië, Luxemburg en Polen vrijwaringsclausules aangenomen om de teelt op hun grondgebied te verbieden.
Voor het in de handel brengen van GGO's zijn vergunningen nodig die men kan bekomen bij de Europese Autoriteit voor voedselveiligheid (EFSA). Dit controleorgaan zal enkel een vergunning verlenen als er aangetoond wordt dat de levensmiddelen die GGO's bevatten geen negatieve effecten hebben op de menselijke gezondheid, dierengezondheid of het milieu. Ook moeten voedingswaren bereid met GGO’s gelijkaardig zijn aan hun conventionele tegenhangers zodat “de consument er geen nadeel van ondervindt” (art. 4).
Deze strenge wetgeving contrasteert met eerdere etiketteringvoorschriften genomen door Europa. Er is een onmiskenbare tendens naar een striktere regelgeving. Bijgevolg is het aanbod op de Europese markt aan GGO-producten bijzonder schaars. Dit in tegenstelling tot de Verenigde Staten, waar we een omgekeerde evolutie zien. Een verklaring voor dit fenomeen vinden we in de terughoudendheid van de Europese publieke opinie ten opzichte van GGO's.
In 2013 keurde de Europese Commissie een uitvoeringsverordening goed van de Verordening uit 2003.
Op 25 juli 2018 oordeelde het Europese Hof van Justitie dat ook organismes die verkregen zijn via mutagenese GGO's zijn, en dus in principe onderworpen zijn aan de verplichtingen die de GGO-richtlijn voorschrijft. De uitspraak leidde tot tevredenheid bij milieugroepen en tot teleurstelling bij de bio-industrie.
Op 5 juli 2023 ontstond een controverse toen de Europese Commissie nieuwe wetgeving voorstelde om de (“strenge”) Richtlijn 2001/18/EC niet langer toe te passen op gewassen die gekweekt zijn met nieuwe genomische technieken (NGT’s). De Commissie voert aan dat dergelijke genetische veranderingen zich ook zouden kunnen voordoen via klassieke technieken zoals zaadselectie of kruiskweek. Critici wilden echter de risico-analyse ook met de nieuwe technieken behouden, vroegen aandacht voor de specifieke situatie van de biologische landbouw, en wezen op de mogelijke gevolgen inzake patenten en het overwicht van multinationals in de zaadproductie en zaadteelt.

## Verenigde Staten

Logo van het United States Department of Agriculture (ministerie van Landbouw).

Het regelgevende beleid van de VS wordt bepaald door het Coordinated Framework for Regulation of Biotechnology uit 1986, een besluit van het Kabinet-Reagan. In de praktijk is het toezicht verdeeld over drie administraties: het United States Department of Agriculture (USDA) beoordeelt het risico van de planten voor landbouwgewassen, de Food and Drug Administration (FDA) beoordeelt de voedselveiligheid, en het Environmental Protection Agency (EPA) reguleert de pesticide-eigenschappen, evenals agrochemische residuen.

## Andere landen
In Afrika is de Gemeenschappelijke Markt voor Oostelijk en Zuidelijk Afrika (COMASA) verantwoordelijk voor de beoordeling van de veiligheid van GGO's in het grootste deel van Afrika, hoewel de uiteindelijke beslissing bij elk afzonderlijk land ligt.
India en China zijn de twee grootste producenten van genetisch gemodificeerde producten in Azië. China kent GGO-wetgeving sedert 1 december 2000, en binnen het Ministerie van Landbouw is het Administration Office for Biosafety of Agricultural GMOs bevoegd. In India zijn dat het Institutional Biosafety Committee (IBSC), Review Committee on Genetic Manipulation (RCGM) en Genetic Engineering Approval Committee (GEAC).
Brazilië en Argentinië zijn de 2e en 3e grootste producenten van genetisch gemodificeerd voedsel. In Argentinië valt de beoordeling van genetisch gemodificeerde producten voor introductie onder een Comisión Nacional Asesora de Biotecnología Agropecuaria (CONABIA) voor de milieu-impact, de Servicio Nacional de Sanidad y Calidad Agroalimentaria (SENASA) voor de voedselveiligheid, en de Dirección Nacional de Agroindustria voor het effect op de handel, waarbij de uiteindelijke beslissing wordt genomen door het Secretaría de Agricultura, Ganadería y Pesca. In Brazilië is de Comissão Técnica Nacional de Biossegurança verantwoordelijk voor het beoordelen van de milieu- en voedselveiligheid en voor de richtlijnen inzake transport, import en veldexperimenten met genetisch gemodificeerde producten, terwijl de regering de commerciële en economische kwesties met betrekking tot de introductie beoordeelt.
In het Verenigd Koninkrijk is het Department for Environment, Food and Rural Affairs bevoegd, in Australië is dat het Office of the Gene Technology Regulator.